# Nucella lima
Nucella lima är en snäckart som först beskrevs av Gmelin 1791.  Nucella lima ingår i släktet Nucella och familjen purpursnäckor. Inga underarter finns listade i Catalogue of Life.